# Oichi
Oichi (お市?; 1547 – 1583), chiamata talvolta Ichi o Ichi-hime, fu una nobildonna giapponese vissuta durante il periodo Sengoku. È nota principalmente per essere stata la madre di tre mogli di importanti daimyō e shōgun di quel periodo, Yodo-dono, Ohatsu e Oeyo..
Oichi fu la sorella più giovane di Oda Nobunaga; cognata di Nōhime, figlia di Saitō Dōsan e discendente dai clan Taira e Fujiwara.

## Biografia

### Infanzia
Dell'infanzia e dei primi anni di vita di Oichi non si hanno molte informazioni, sia per gli anni tumultuosi che seguirono alla sua nascita sia perché la maggior parte delle cronache tendono a privilegiare la figura ben più nota e storicamente influente di Nobunaga.
Di certo vi è che quando Oichi aveva solo quattro anni suo padre Oda Nobuhide, patriarca degli Oda e signore di Owari, morì prematuramente, lasciando due dei suoi figli, l'erede designato Oda Nobunaga e suo fratello minore Nobuyuki, a contendersi la successione. Ne seguirono una lunga serie di scontri, sia armati che politici, che tuttavia ebbero fine nel 1558, quando Nobunaga riuscì ad assassinare il fratello e ad assumere così la guida del clan. Nei sei anni che seguirono Nobunaga consolidò la sua posizione egemonica nelle regioni attorno al feudo di Owari, guidando una serie di vittoriose campagne militari contro i clan Imagawa e Saitō che in poco tempo fecero degli Oda uno dei clan più potenti del Giappone orientale. Mentre era ancora in corso la campagna contro i Saitō per la conquista di Mino, nel 1564 Nobunaga, nel tentativo di aprirsi una via diretta verso Kyoto, organizzò il matrimonio tra Oichi, all'epoca sedicenne, e l'erede del clan Azai, Nagamasa, il cui feudo si trovava proprio lungo la strada tra Owari e la capitale. Da quel matrimonio nacquero un figlio, Manpukumaru, e tre figlie Yodo-dono, Ohatsu e Oeyo.

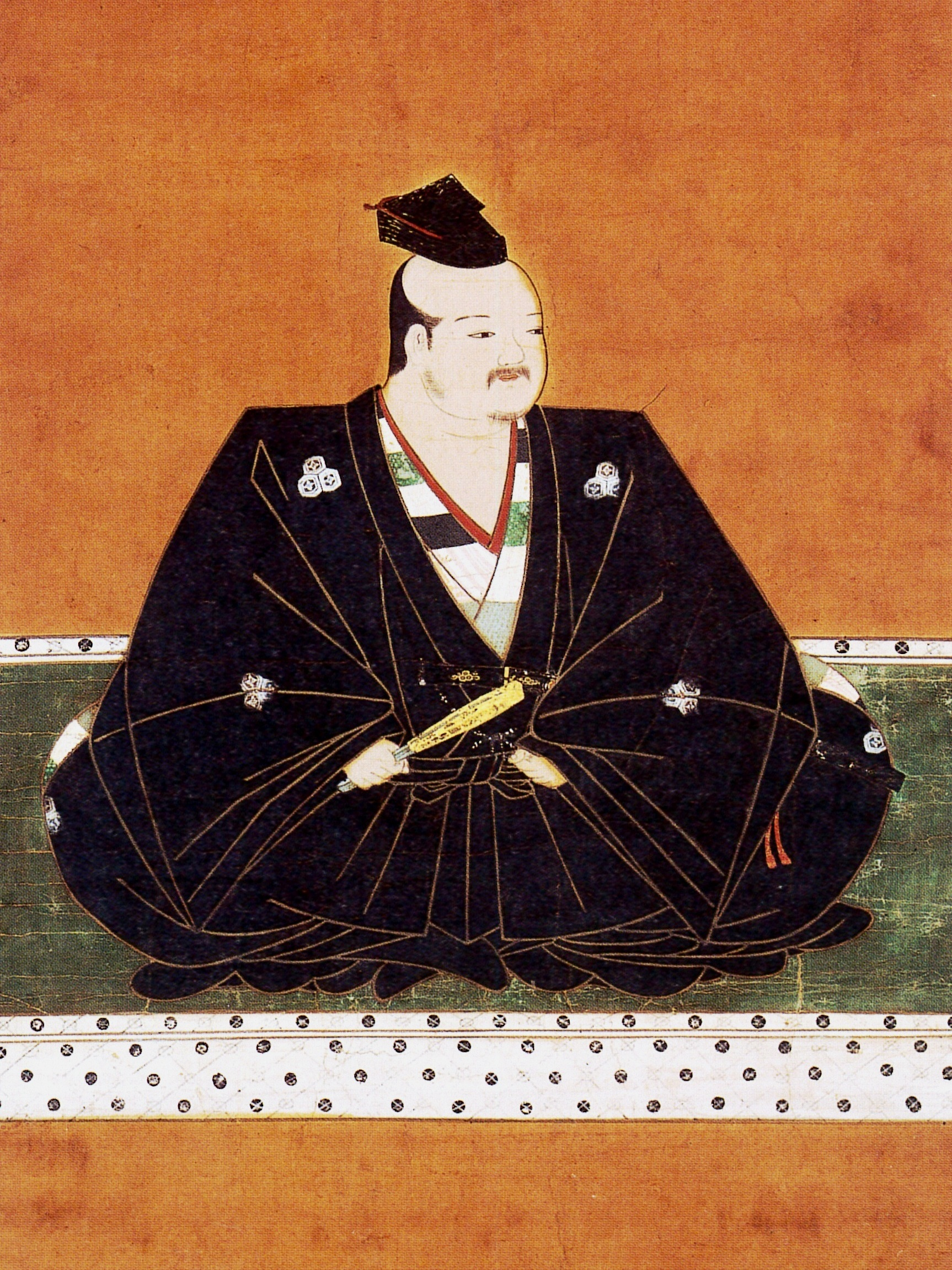
Azai Nagamasa

### La Coalizione Anti-Oda
Nell'estate 1570 lo shogun Ashikaga Yoshiaki, temendo la rapida espansione degli Oda (dai quali era stato messo al potere, ma su cui non riusciva a far valere la sua autorità), iniziò segretamente a formare una coalizione di daimyo con i quali opporsi a Nobunaga. Tra i clan che raccolsero l'appello vi fu il clan Asakura, con il quale il padre ed il nonno di Nagamasa avevano stretto un'alleanza che, tra le altre cose, obbligava ognuna delle due parti ad intervenire in guerra al fianco dall'altra qualora questa fosse stata minacciata, e l'invasione preventiva degli Oda ai danni del feudo degli Asakura aveva fatto scattare tale clausola. Trovandosi costretto a scegliere tra l'alleanza con il cognato e quella con gli Asakura, Nagamasa scelse di rispettare l'accordo stretto dai suoi antenati e diede ordine di marciare verso Kanegasaki, nella provincia di Echizen, dove gli Oda e gli Asakura erano sul punto di scontrarsi. Una storia racconta che Oichi inviò al fratello un sacco di fagioli legati ad entrambe le estremità, apparentemente come portafortuna, ma in realtà un avvertimento che stava per essere attaccato dal fronte e retro dai clan Asakura e Azai. Secondo la storia, Nobunaga capì il messaggio e ripiegò dall'assalto del cognato in tempo, abbandonando Kanegasaki prima di essere circondato.
Nonostante questa prima vittoria, tuttavia, la coalizione Azai-Asakura ebbe vita breve. Il 30 giugno Nobunaga, affiancato dai Tokugawa, inflisse una dura sconfitta a Nagamasa e ai suoi alleati nella Battaglia di Anegawa, dando il via ad una serie di successi militari che cancellarono uno dopo l'altro tutti i daimyo ribelli, annientandoli o costringendoli ad uscire dalla coalizione lasciando gli Azai e gli Asakura sempre più soli. Quindi, con la morte di Asakura Yoshikage e la successiva caduta della roccaforte Asakura di Ichijodani nel 1573, divenne chiaro che la coalizione aveva perso. In tutto questo tempo Oichi rimase con suo marito al castello di Odani, che sempre nel 1573 venne messo sotto assedioi dall'esercito degli Oda al comando di Toyotomi Hideyoshi. Quando il castello si arrese, Nobunaga richiese che la sorella gli fosse restituita prima dell'attacco finale. Nagamasa acconsentì, facendo uscire Oichi e tutti i suoi figli (di essi però solo le tre figlie sopravvissero, mentre Manpukumaru venne giustiziato per evitare che un domani potesse cercare di vendicare il padre). Nagamasa, non avendo possibilità di vittoria, commise seppuku.

### Gli ultimi anni

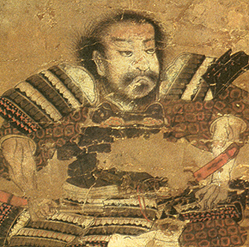
Shibata Katsuie

Oichi e le sue figlie rimasero sotto la protezione della famiglia Oda per il decennio successivo. Dopo che Nobunaga fu assassinato nel 1582, i suoi figli e vassalli si divisero in due fazioni guidate da due dei migliori generali di Nobunaga, Shibata Katsuie e Toyotomi Hideyoshi. Il terzo figlio di Nobunaga, Nobutaka appartenendo al primo gruppo organizzò il matrimonio tra Oichi e Katsuie per assicurarsi la sua lealtà al clan Oda. Ma nel 1583 Katsuie fu sconfitto da Hideyoshi nella battaglia di Shizugatake costringendolo al ritiro al suo castello di Kitanosho.
Mentre Hideyoshi stringeva d'assedio il castello, Katsuie implorò Oichi di scappare con le figlie e di cercare la protezione di Hideyoshi. Oichi rifiutò, insistendo nel voler morire con il marito e perendo nell'incendio appiccato dallo stesso Shibata per non farsi prendere vivo dopo che le figlie furono mandate via: aveva appena trentasei anni.

## Al di là della storia
A causa della sua importanza storica e della sua esistenza particolare, sono molti gli aneddoti e i racconti popolari sviluppatisi attorno alla figura di Oichi, in particolare riguardo al suo rapporto con il fratello ed il suo primo marito.
Quasi tutte le storie che la riguardano descrivono Oichi come una donna bellissima e molto carismatica, capace di far innamorare di sé chiunque la guardasse, annoverandola come una delle brave mogli e sagge madri (ryōsai kenbo 良妻賢母).
Riguardo al rapporto tra Oichi e Nobunaga, si racconta che quest'ultimo fosse molto affezionato a lei, e che Oichi fosse la sola persona con la quale il signore di Owari, dotato notoriamente di un carattere irruento e un temperamento sanguinario, si mostrasse gentile. Quando Odani si arrese, e Nagamasa inviò la moglie a Nobunaga, si dice che questi inizialmente avesse promesso alla sorella di risparmiare tutti i suoi figli, incluso il piccolo Manpukumaru, ma che sarebbe stato infine convinto da Hideyoshi a far giustiziare il bambino, dando però precise istruzioni affinché Oichi non lo venisse mai a sapere.
Allo stesso modo, il rapporto tra Oichi e Nagamasa è divenuto negli anni oggetto di racconti e rappresentazioni artistiche; infatti, benché il loro fosse stato un matrimonio politico, si racconta che tra i due vi fosse un amore sincero e profondo; a tal proposito, si dice che quando Nagamasa scelse di schierarsi con gli Asakura dichiarando guerra agli Oda, la consapevolezza di aver arrecato un grande dolore alla moglie fu tale che per molti mesi il signore di Omi non ebbe neppure il coraggio di presentarsi nelle stanze della consorte. Ciò non di meno, pare che quando Nobunaga riuscì a evitare l'accerchiamento a Kanegasaki, Azai Hisamasa, il padre di Nagamasa, subodorando un coinvolgimento di Oichi nel fallito attacco a sorpresa, avesse tentato di giustiziare personalmente la giovane donna, la quale però venne difesa spada in pugno dal marito, che riuscì a placare le ire del genitore. Infine, una leggenda racconta quando Nagamasa fu sul punto di suicidarsi mentre Nobunaga stringeva Odani d'assedio Oichi avesse chiesto di poter morire con lui, ottenendo però un secco rifiuto: Nagamasa, infatti, non voleva che la moglie che amava così tanto pagasse il prezzo dei suoi errori.

## Le figlie di Oichi

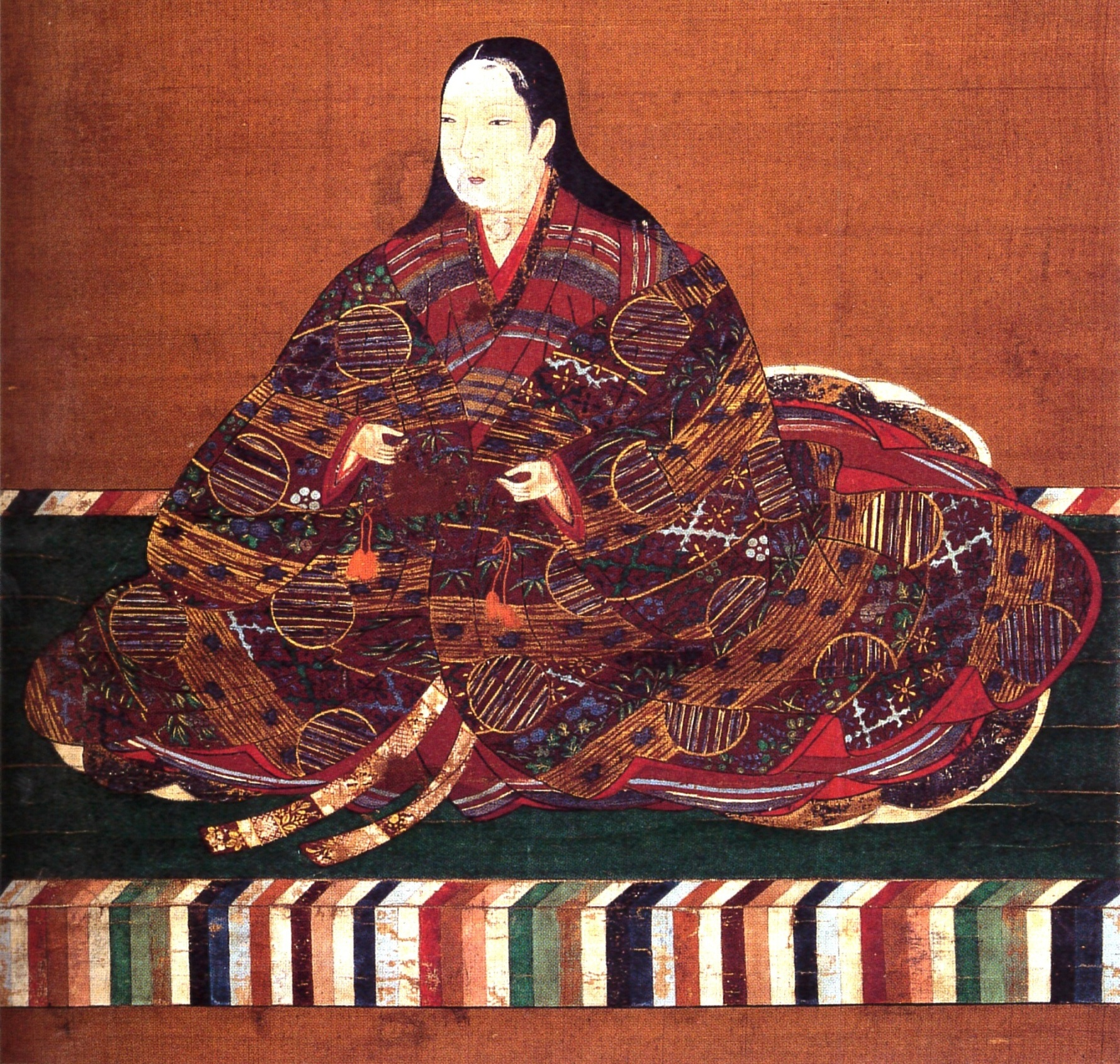
Yodo-dono
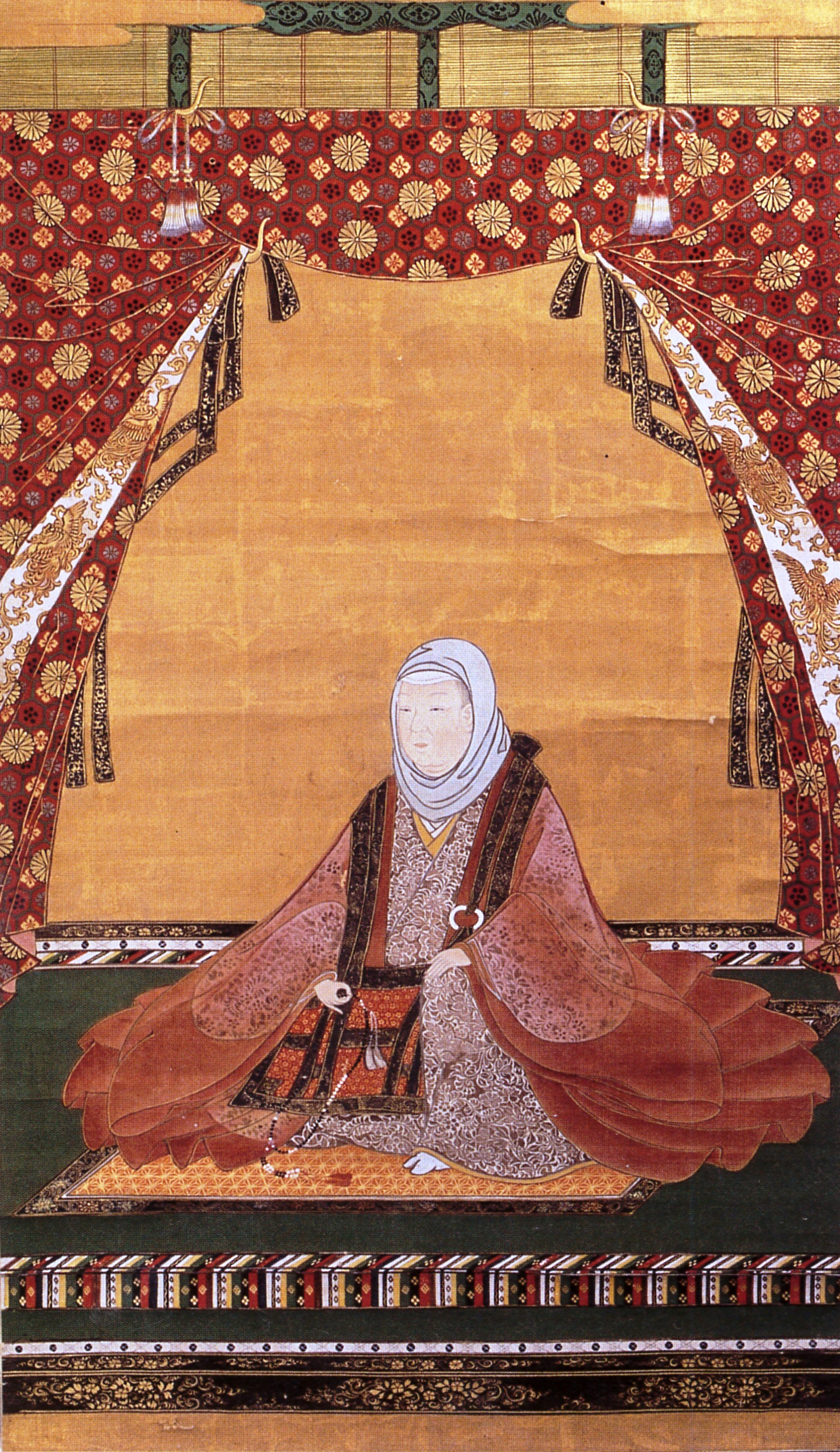
Ohatsu
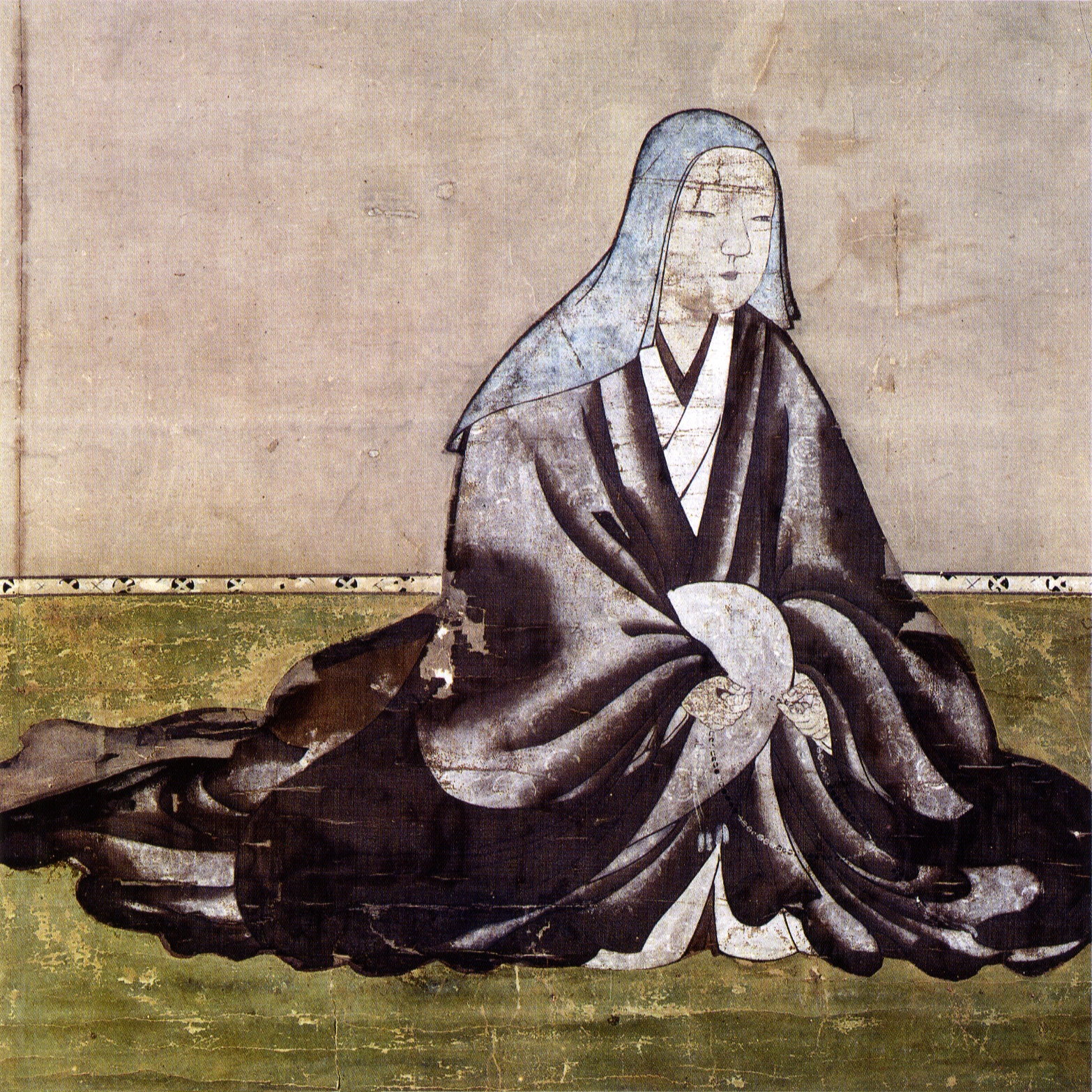
Oeyo

Le tre figlie di Oichi divennero tutte importanti figure storiche di quel tempo.
La maggiore e più famosa, Chacha divenne concubina di Hideyoshi, il cui esercito aveva ucciso non solo entrambi i suoi genitori naturali, ma anche il suo patrigno. Divenne nota come Yodo-dono o Yodogimi (da castello di Yodo, datole da Hideyoshi), e partorì i suoi unici due figli incluso il suo successore Hideyori. Yodo-dono e Hideyori moriranno nell'assedio di Osaka del 1615, l'ultima battaglia del periodo degli stati combattenti.
La seconda figlia, Ohatsu, sposò Kyōgoku Takatsugu, un uomo di una nobile famiglia che aveva servito il clan Azai. Il clan Kyōgoku si schierò con Tokugawa Ieyasu dopo la morte di Hideyoshi, e ad Ohatsu fu affidato il compito di intermediare tra Ieyasu e Yodo-dono. Cercò invano di porre fine alle loro ostilità, e dopo la morte di Yodo-dono e Hideyori, riuscì a salvare la figlia di quest'ultimi facendola mandare in un convento.
La più giovane, Oeyo (chiamata anche Ogō), sposò Tokugawa Hidetada, erede di Ieyasu e secondo shogun Tokugawa. Ebbero numerosi figli, incluso il tezo shogun Iemitsu e Kazuko, consorte dell'imperatore Go-Mizunoo. La figlia di Kazuko, Okiko, divenne l'imperatrice Meishō, facendo di Oichi sia nonna di uno shogun, che bisnonna di un'imperatrice.

## Famiglia
- Padre: Oda Nobuhide (1510–1551)
- Madre: Tsuchida Gozen (morta 1594)
- Fratelli
  - Oda Nobuhiro (morto 1574)
  - Oda Nobunaga (1534–1582)
  - Oda Nobuyuki (1536–1557)
  - Oda Nobukane (1548–1614)
  - Oda Nagamasu (1548–1622)
  - Oda Nobuharu (1549–1570)
  - Oda Nobutoki (morto 1556)
  - Oda Nobuoki
  - Oda Hidetaka (morto 1555)
  - Oda Hidenari
  - Oda Nobuteru
  - Oda Nagatoshi
  - Oda Nobumitsu
- Sorelle:
  - Oinu
- Mariti:
  - Azai Nagamasa (1564–1573)
  - Shibata Katsuie (1582–1583)
- Figli (da Nagamasa)
  - Chacha (1569–1615)
  - Hatsu (1570–1633)
  - Gö (1573–1626)
  - Manpukumaru (1563?–1573)